# Phylloxeroxenus brachypterus
Phylloxeroxenus brachypterus is een vliesvleugelig insect uit de familie Eurytomidae. De wetenschappelijke naam is voor het eerst geldig gepubliceerd in 1886 door Ashmead.